# Jem (cantante)
Jemma Griffiths (Cardiff, Gales; 18 de mayo de 1975), más conocida como Jem, es una cantante, compositora, pianista, productora discográfica y DJ británica. Su música se caracteriza por ser una mezcla de trip-hop, electrónica, pop rock y new age entre otros géneros musicales.

## Carrera musical
Grabó su primer álbum en 2004, bajo el título Finally Woken. El primer sencillo fue «They», de gran éxito de crítica y público, así como de ventas. El segundo sencillo, «Just a ride», y el tercero, «Wish I», sonaron en las radios de varios países. Su segundo álbum, Down to Earth vio la luz cuatro años después, en 2008, presentado por la canción «It's amazing».
Participó como compositora junto Madonna y Guy Sigsworth en la canción «Nothing Fails» para el álbum American Life de la ambición rubia.

## Discografía

### Álbumes
- 2004: Finally Woken
- 2008: Down to Earth
- 2016: Beachwood Canyon

### Sencillos
| Año  | Título             | Mejores posiciones | Mejores posiciones | Mejores posiciones | Mejores posiciones | Álbum         |
| Año  | Título             | R.U.               | ALE                | CAN                | EUA                | Álbum         |
| ---- | ------------------ | ------------------ | ------------------ | ------------------ | ------------------ | ------------- |
| 2005 | "They"             | 6                  | 45                 | —                  | —                  | Finally Woken |
| 2005 | "Just a Ride"      | 16                 | —                  | —                  | —                  | Finally Woken |
| 2005 | "Wish I"           | 24                 | —                  | —                  | —                  | Finally Woken |
| 2005 | "24"               | —                  | —                  | —                  | 98                 | Finally Woken |
| 2008 | "It's Amazing"     | —                  | 77                 | —                  | —                  | Down to Earth |
| 2008 | "Crazy"            | —                  | —                  | 97                 | —                  | Down to Earth |
| 2009 | "And So I Pray"    | —                  | —                  | —                  | —                  | Down to Earth |
| 2009 | "I Want You To..." | —                  | —                  | —                  | —                  | Down to Earth |